# Nara (Japan)
Nara (japanski:奈良市 Nara-shi) je grad u Japanu na otoku Honshū.

## Povijest
Nara je bio glavni grad Japana od 710. do 784., to razdoblje u japanskoj povjesti se zove Nara razdoblje. Prema drevnoj japanskoj knjizi Nihon Shoki, ime "Nara" potječe od japanske riječi narashita smislu "napravljen ravno".
Godine 2010, Nara je proslavila 1300.-tu obljetnicu svog uzašašća kao japanske carske prijestolnice. Nara je službeno dobila status grada 1. veljače 1898.

## Svjetska baština
Osam hramova, svetišta i ruševina u Nari, točnije Tōdai-ji, Saidai-ji, Kōfuku-ji, Kasuga svetište, Gangō-ji, Yakushi-ji, Tōshōdai-ji, i Heijō palača, zajedno s Kasugayama prastarim šumama, kolektivno formiranim kao "Povijesni spomenici stare Nare", uvršteni su na UNESCO-ov popis svjetske baštine.

## Administrativna podjela
Grad se nalazi u regiji Kansai i prefekturi Nara.

## Stanovništvo
Prema podacima iz 2005. godine grad ima 373.189 stanovnika dok je gustoća bila 1.348 stanovnika po km ², imao je 147.966 kućanstava. Najveća kontretacija kućanstava i stanovništva, odnosno oko 46.000 i 125.000, nalazi se u dvije nove četvrti, uz Kintetsu liniju koja spaja Osaku. U gradu živi 3.000 registriranih stranaca od kojih je najviše Korejca 1.200 i Kineza 800. 

## Gradski jeleni
Prema legendarnoj povijesti Kasuga-taisha, mitološki bog Takemikazuchi stigao je u Naru na bijelom jelenu kako bi zaštitio novoizgrađeni glavni grad Heijō-kyō. Od tada se jeleni smatraju nebeskom životinjom koja štiti grad i državu. 
Pitome srne lutaju gradom, posebno u Nara Parku. Prodavači prodaju "shika sembei" (jeleni keksi) za posjetitelje, tako da se može uživati u hranjenju jelena. 

## Slike
- Budistički hram Todai đi
- Hram Todai đi (Tōdai-ji)
- Jelen se odmara u parku
- Kofuku đi − (Kōfuku-ji) budistički hram u centru Nare
- Hram Kofuku đi
- Hram i Pagoda Yakushi-ji
- Yakushi-ji
- Kashugan Taisha

## Gradovi prijatelji

### u Japanu
- Dazaifu, Fukuoka
- Kōriyama, Fukushima
- Obama, Fukui

### Izvan Japana
- Canberra, Australija[4]
- Gyeongju, Južna Koreja
- Toledo, Castile-La Mancha, Španjolska
- Versailles, Francuska
- Xi'an, Kina

## Vanjske poveznice
- Grad Nara  Arhivirana inačica izvorne stranice od 8. listopada 2003. (Wayback Machine)